# 羅傑斯鎮區 (北達科他州巴恩斯縣)
羅傑斯鎮區（英語：Rogers Township）是位於美國北達科他州巴恩斯縣的一個鎮區。

## 地方資料
羅傑斯鎮區的面積為90.46平方千米，當中陸地面積為89.95平方千米，而水域面積為0.50平方千米。根據2010年美國人口普查的數據，當地共有人口42人，而人口密度為每平方千米0.46人。